# Catriona Le May Doan
Pour les articles homonymes, voir Le May et Doan.

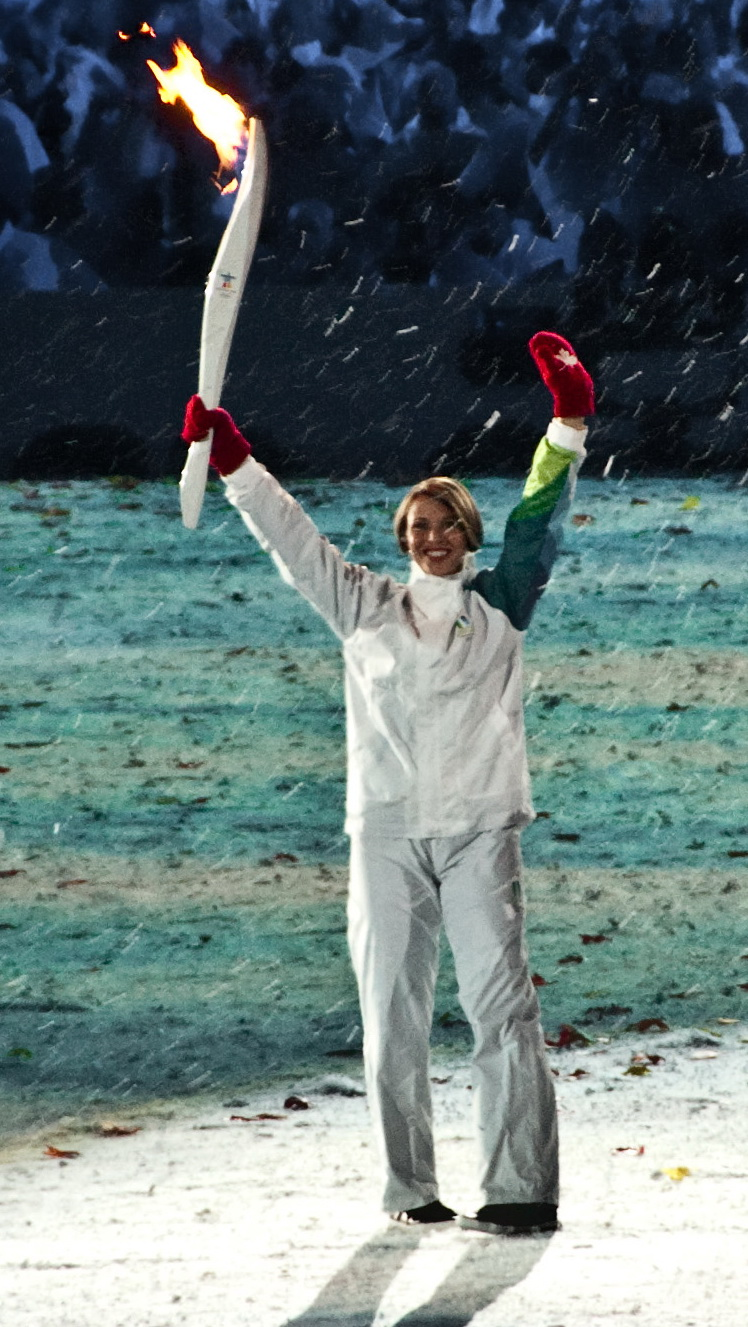
Catriona Le May Doan comme porteuse de la flamme olympique à la cérémonie d'ouverture des Jeux olympiques de 2010

Catriona Le May Doan (23 décembre 1970 à Saskatoon, Saskatchewan - ) est une patineuse de vitesse canadienne. Elle est double championne olympique de patinage de vitesse.

## Palmarès

### Jeux olympiques d'hiver
- Jeux olympiques d'hiver de 1998 à Nagano ( Japon) :
  -  Médaille d'or sur 500 m
  -  Médaille de bronze sur 1000 m
- Jeux olympiques d'hiver de 2002 à Salt Lake City ( États-Unis) :
  -  Médaille d'or sur 500 m

### Championnats du monde
- Médaille d'or sur 500 m en 1998
- Médaille d'or sur 500 m en 1999
- Médaille d'or sur 500 m en 2001
- Médaille d'or en sprint en 1998
- Médaille d'or en sprint m en 2002
- Médaille d'argent sur 1000 m en 1998
- Médaille d'argent en sprint en 1999
- Médaille de bronze sur 500 m en 2000
- Médaille de bronze sur 1000 m en 1999
- Médaille de bronze sur 1000 m en 2001
- Médaille de bronze en sprint en 2001

### Autres
- - 2002 - Trophée Lou Marsh